# Стерлібашево
Стерліба́шево (рос. Стерлибашево, башк. Стәрлебаш) — село, центр Стерлібашевського району Башкортостану, Росія. Адміністративний центр Стерлібашевської сільської ради.
Населення — 5930 осіб (2010; 5775 в 2002).
Національний склад:
- татари — 71%